# Naser Zejnalnija
Naser Zejnalnija (pers. ناصر زين النيا; ur. 6 września 1970 w Teheranie) – irański zapaśnik w stylu wolnym. Olimpijczyk z Seulu 1988, gdzie zajął ósme miejsce w wadze 48 kg.
Czterokrotny uczestnik mistrzostw świata, piąty w 1990 i 1994. Dwa medale na mistrzostwach Azji – złoto w 1991 i brąz 1993. Pierwszy w Pucharze Świata w 1992 i 1994 roku.